# Хватит! (телесериал)
«Хватит!» – оригинальный документальный сериал видеосервиса START, студии «Амурские волны» и «Nonfiction.film». Сериал посвящен проблемам насилия над женщинами в современной России.
Первый трейлер сериала появился в Сети 31 июля 2020 года. Премьера сериала состоялась 5 августа на видеосервисе START и платформе «Nonfiction». Всего вышло 6 эпизодов сериала, каждый из которых посвящен отдельному аспекту насилия.

## Производство
Работа над сериалом стартовала в ноябре 2019 года.
Для сбора материала Настя Красильникова, журналистка и создательница Telegram-канала «Дочь разбойника», обратилась к читательницам своего канала с просьбой прислать ей свои истории, связанные с насилием. На призыв откликнулись более 300 человек. Часть этих историй стала основой сериала.
По словам продюсера проекта Ирины Сосновой, проект родился как «исследование о насилии, которое в современной России стало очень будничным, очень „нормальным“. Когда мы впервые решили исследовать эту проблему, это привело к созданию нескольких художественных проектов, в том числе сериала Константина Богомолова „Хороший человек“».
Ход производства был нарушен из-за эпидемии COVID-19: из-за карантина некоторые интервью с героями пришлось брать удаленно по видеосвязи. Основным отличием от других фильмов на тему автор Настя Красильникова считает отсутствие комментариев экспертов. Рассказы героинь в студии обсуждают сама Красильникова и актер Владимир Мишуков.
В интервью «Дождю» автор проекта рассказала, что самым шокирующим фактом, который она узнала в процессе работы над проектом, было то, что каждая пятая женщина и каждый тринадцатый мужчина по всему миру сталкивались в детстве с сексуальным насилием.
Каждое интервью для сериала с реальными женщинами длилось несколько часов, однако в финальный монтаж вошли лишь несколько минут, поэтому Красильникова рассматривает возможность выпустить в будущем подкаст на основе этих материалов.

## Премьера и реакция
Офлайн-премьера сериала прошла в Москве в Центре документального кино накануне онлайн-премьеры. Там же была организована выставка альтернативных плакатов к сериалу на тему насилия, которые создали иллюстраторы и художники — Варвара Гранкова, Маша Шишова, Анастасия Мясникова, Дмитрий Пахомов, Ирина Полонская, Полина Осипова, Татьяна Иванкова, Юлия Нефедова и Катя Октябрь.
В интервью после премьеры актер Никита Ефремов, рассуждая на тему насилия, признался, что сам стал жертвой приставаний взрослого мужчины, когда был ребенком. Это вызвало широкий резонанс в СМИ.
Сериал был включен порталом Sobaka.ru в список лучших сериалов августа 2020 года. Его также включили в подборки сериалов, которые стоит посмотреть, такие издания как «Harpers’ Bazaar«, «РБК-Стиль», «Домашний очаг», «Vogue» и другие.